# 小行星15264
小行星15264（15264 Delbrück）是一颗绕太阳运转的小行星，为主小行星带小行星。该小行星于1990年10月11日发现。

## 轨道参数
小行星15264的轨道半长轴为2.4280667 UA，离心率为0.129。